# 譚震林
譚 震林（たん しんりん、タン・ジェンリン、1902年4月24日－1983年9月30日）は、中華人民共和国の軍人、革命家、政治家。湖南省攸県出身。中国共産党浙江省委員会書記、江蘇省人民政府主席、中国共産党中央政治局委員、中華人民共和国国務院副総理、全国人民代表大会常務委員会副委員長、中国共産党中央顧問委員会副主任を歴任した。

## 経歴
1902年4月24日（清・光緒28年）、湖南省攸県で生まれる。
1926年、中国共産党に加入。中日戦争が勃発した後、譚震林は新四軍を指揮して日本軍と福建省、江蘇省で戦った。第二次国共内戦が勃発した後、譚震林は粟裕と蘇中戦争を指揮し、7回の勝利を収めた。1949年2月、譚震林は第三野戦軍第一副政治委員を務め、5月、浙江省は解放された。浙江省党委書記、浙江省人民政府主席、浙江省軍区政治委員に就任。中華人民共和国成立後、譚震林は華東軍区及び第三野戦軍副政治委員を兼任した。1952年からは中国共産党中央華東局第三書記、華東軍政委員会副主席、江蘇省人民政府主席に転任する。
1954年12月、中央に移り、中国共産党中央副秘書長（次官）、中華人民共和国国務院副総理（次官）に就任。1956年の中国共産党第8回全国代表大会で、譚震林は中国共産党中央書記処書記に当選した。1958年の中国共産党第8回五中全会で、政治局委員に選出された。
文化大革命が本格化して約半年後の1967年2月14日と16日に、周恩来の主催により中南海の懐仁堂でおこなわわれた政治局の会議で、譚震林は陳毅・葉剣英・李先念・徐向前・聶栄臻らとともに、文化大革命の進め方への不満を表明した。この席で譚震林は「党の指導なしに、大衆自身が自分を解放し、自分を教育し、自分で革命をやるというのか、これは形而上学である」「あなた（引用者注：張春橋ら文革推進派）たちの目的は古参幹部を一掃しようというものだ、今回は党の歴史上最も残酷な闘争だ」と主張し、毛沢東や文革推進派を批判した。会議翌日の2月17日には林彪に「江青は主席の指示を聞かず、則天武后よりも凶悪だ、自分は以前からもう最後の決心をしており、犠牲は覚悟の上だ」という手紙を送った。しかし、2月18日に毛沢東は譚震林を批判し、その後この会議の出来事は「二月逆流」という名前で共産党としても批判が加えられた。以後、譚震林は迫害を受けた。1969年4月の中国共産党第9回全国代表大会終了までに、譚震林は中国共産党中央政治局委員を解任されていた。
1973年8月24日、中国共産党第10回全国代表大会で、譚震林は中央委員に選ばれた。1975年1月、譚震林は全国人民代表大会常務委員会副委員長に選ばれ、また再任された。1982年、譚震林は中国共産党中央顧問委員会副主任に当選した。1983年9月30日に北京で死去した。

## 家族
譚震林は一生に二回結婚したことがある。初代の妻は蔣秀仙といい、第二期の妻は葛慧敏という。
- 女：譚涇遠、元中国科学協会総合計画局（財政部）局長[3]。
- 子：譚暁光、中国気象局北京都市気象研究所研究員[4]。